# Alejandro Walker Valdés
Alejandro Walker Valdés (Santiago, 1903-???) fue un periodista chileno. Hijo de Juan Antonio Walker Martínez y Ana Valdés Vergara, criado en el seno de una importante familia aristocrática y conservadora de Santiago.
Desarrolló un especial interés por la literatura histórica, llevando a cabo importantes investigaciones que le hicieron viajar por toda Latinoamérica y Europa.
En el marco de una investigación relacionada con el Imperio Romano, viajó a Europa en plena Segunda Guerra Mundial (1941), donde desapareció, su último paradero conocido fue en la ciudad de Milán, en diciembre de 1942.

## Sus obras
- La Guerra del Pacífico; Walker castellanizó la obra original del francés Charles de Varigny.
- Pacificación de la Araucanía; obra en que relata las expediciones militares chilenas a territorio dominado por mapuches en el siglo XIX.
- Los Parlamentarios de Hoy y de Mañana; un conjunto de biografías de parlamentarios chilenos de inicios del siglo XX.